# Naïm Aarab
Naïm Aarab, né le 7 février 1988 à Bruxelles, est un footballeur belge d'origine marocaine évoluant actuellement à la RAS Saintoise en Provincial.  Il est également l'entraîneur de l'équipe B de l'Union Saint-Gilloise.

## Biographie
Naïm Aarab naît le 7 février 1988 à Bruxelles.

## Palmarès
- Wydad de Casablanca
  - Champion du Maroc en 2014-2015 et 2016-2017
  - Vainqueur de la Ligue des champions africaine en 2017